# 능인교당 현왕탱화
능인교당 현왕탱화(能仁敎堂 現王幀畵)는 인천광역시 중구 용동, 능인사 경내에 있는 일제강점기의 불화이다. 2009년 3월 2일 인천광역시의 문화재자료 제24호로 지정되었다.

## 참고 자료
- 능인교당 현왕탱화 - 국가유산청 국가유산포털